# Dévényi István (művészettörténész)
Dévényi István (Szirák, 1946. június 13. –) művészettörténész.

## Életútja
1968 és 1973 között az Eötvös Loránd Tudományegyetem Bölcsészettudományi Karán, művészettörténet szakon tanult. 1974-től a Magyar Nemzeti Galéria Mai Magyar Osztályának muzeológusa, majd 1986-tól osztályvezetője. 1987-től a Jelenkori Gyűjtemény főosztályvezetőjeként dolgozott. Emellett 1975 és 1988 között öt megyének volt múzeumi szakfelügyelője. 1978-tól 1981-ig a Makói Művésztelep művészeti vezetője, 1986-89-ben az Újpesti Galéria művészeti vezetője volt. 1986-88-ban a MÚOSZ Újságíró Iskolán tanított művészettörténetet. 1990–96-ban a Műcsarnok Szakmai Tanácsadó Testületének tagja; 1991–93-ban a Tóth Menyhért Alapítvány Kuratóriumának, 1992–1999 között a Munkácsy-díj Bizottság szakmai kuratóriumának, 1993-tól a Miskolci Galéria Művészeti Tanácsának, 1994-től a Magyar Képzőművészeti Főiskola Diploma Bírálóbizottságának; 1996-tól a Magyar Alkotóművészek Országos Egyesülete (MAOE) művészettörténészek választmányának tagja volt. Szakterülete a XX. századi magyar művészet. Több mint száz kiállítást rendezett világszerte.

## Főbb művei
- Szemethy Imre, Új Művészet, 1974/8.
- Tények mellett tények. Somogyi Győző grafikáiról, Művészet, 1976/10.
- Csohány Kálmán, Nógrád megyei Múzeumok Évkönyve 1976
- Pótkötet Max Ernst emlékére?, Művészet, 1977/5.
- Beszélgetés Wahorn Andrással, Mozgó Világ, 1978/1.
- Kulinyi István: Tapéták, grafikai mappa bevezetője, 1978
- Makói Művésztelep, Szövetségi Tájékoztató, 1978/2.
- Gellér B. István a Magyar Nemzeti Galéria műhelyében (kat., Magyar Nemzeti Galéria, Budapest, 1979)
- Benes József (kat., Pécsi IH Galéria, 1979)
- Banga műhely kiállítása a Magyar Nemzeti Galériában, Mozgó Világ, 1980/10.
- Kortárs képzőművészet gyűjtése az Magyar Nemzeti Galériában, Múzeumi Közlemények, 1982/2.
- Korniss Dezső, in: 20. századi magyar festészet és szobrászat. A Magyar Nemzeti Galéria állandó kiállításának katalógusa, Budapest, 1986
- Előszó (kat. Eklektika ’85, Magyar Nemzeti Galéria, Budapest, 1986)
- Forgácsok (kat. Mata Attila kiállítása, Újpest Galéria, Budapest, 1986)
- Einführung (kat. Kunst Heute in Ungarn. Neue Galerie Sammlung Ludwig, Aachen, 1989)
- Jelenkori Gyűjtemény, in: Magyar Nemzeti Galéria, Budapest, 1993
- Önkény és konszenzus, Enigma, 1994. október
- Várnagy Ildikó és Ujházi Péter kiállítása, Magyar Szemle, 1997/3-4.